# SN 2007sa
SN 2007sa – supernowa typu Ia odkryta 21 listopada 2007 roku w galaktyce NGC 3499. W momencie odkrycia miała maksymalną jasność 14,20m.